# Amphithalea bodkinii
Amphithalea bodkinii är en ärtväxtart som beskrevs av Dummer. Amphithalea bodkinii ingår i släktet Amphithalea och familjen ärtväxter. Inga underarter finns listade i Catalogue of Life.